# Heikant (Veldhoven)
Heikant is een woonwijk in het noorden van de Nederlandse gemeente Veldhoven. Met ruim 6700 inwoners is het de grootste woonwijk van Veldhoven. Heikant ligt ten noorden van de wijken 't Look en Cobbeek en ten zuiden van de wijk De Kelen. De wijk werd gebouwd tussen 1979 en 1989, op de locatie van de voormalige buurtschap Het Heike. Vijf boerderijen uit deze buurtschap bleven behouden en werden als woonhuizen in de wijk geïntegreerd.
De wijk beschikt over een kleinschalig winkelcentrum en een eigen kerkgebouw: de Sint-Maartenkerk. Het kerkgebouw heeft de functie als gebedshuis inmiddels verloren.

## Geografie en landschap
Het CBS deelt de wijk Heikant op in een westelijk en een oostelijk deel. Ten westen van de ontsluitingsweg De Dom ligt Heikant-West. Alle straatnamen in dit gedeelte eindigen op -berg. Het gedeelte Heikant-Oost ligt ten oosten van De Dom. Hier eindigen bijna alle straatnamen op -hei.
In het noorden wordt Heikant van de naburige woonwijk De Kelen gescheiden door het gekanaliseerde beekje de Rundgraaf.
Tussen Heikant-West en de doorgaande weg de Heerbaan ligt het Millenniumbos. Dit bos is in 2002 aangeplant door kinderen die allemaal in het jaar 2000 in Veldhoven geboren zijn. Op het herdenkingsteken bij het bos staan de 528 namen van deze kinderen.
Tussen Heikant-Oost en de Heerbaan ligt het Peter Benensonpark. Dit park is vernoemd naar Peter Benenson, de oprichter van de mensenrechtenorganisatie Amnesty International.

## Etymologie
De namen Heikant en Het Heike verwijzen naar de Zeelstsche Heide, een nabijgelegen groot heidegebied dat aan het begin van de 20e eeuw werd ontgonnen.
De ontsluitingsweg De Dom is vernoemd naar een huis dat daar in de omgeving had gestaan. De straatnaam Smelen verwijst naar een terrein met buntgras.

## Geschiedenis

### Buurtschap Het Heike

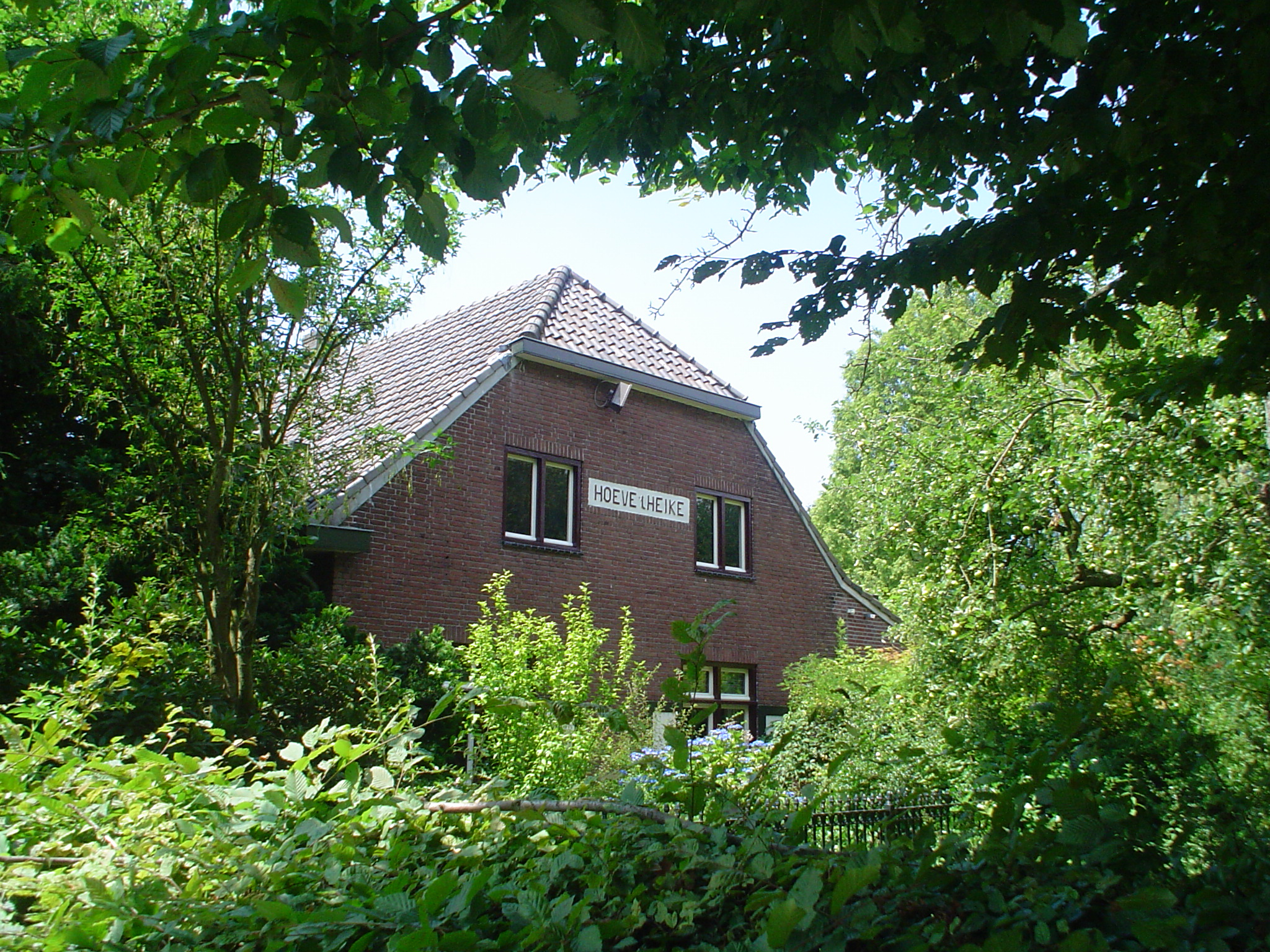
Hoeve 't Heike uit 1935

Op de locatie van de wijk Heikant lag oorspronkelijk de buurtschap Het Heike. Deze buurtschap bestond uit een aantal boerderijen gelegen aan de historische weg tussen de kerkdorpen Oerle en Zeelst. Van 1810 tot 1921 behoorde Het Heike tot de gemeente Zeelst. Bij een volkstelling in 1879 werden 18 huizen en 90 inwoners geteld in de buurtschap.

### De Clarissenhoef
De meest voorname boerderij in Het Heike was de Claerenhoef of Clarissenhoef. Deze boerderij stond in 1390 bekend als hoeve Ten Eijnde. Op 21 juni 1487 werd ze eigendom van het Sint-Claraklooster in 's-Hertogenbosch, welke de boerderij ging verpachten. De zusters in dit klooster werden Clarissen genoemd, wat leidde tot de naam Clarissenhoef. Bij de boerderij hoorde ruim 12 hectare aan akkers en beemden, die verspreid lagen rond de dorpen Zeelst, Veldhoven, Meerveldhoven en Blaarthem. Daarnaast had men ook nog 6 hectare aan heidegrond in beheer.
Na de Vrede van Münster in 1648 werd de boerderij bezit van de Staten-Generaal. De rentmeester van de geestelijke goederen in 's-Hertogenbosch regelde de pacht. In 1702 werd de Clarissenhoef geplunderd door Franse soldaten, waarbij voor ongeveer 1000 gulden aan goederen werd gestolen. Op 22 september 1738 werd de boerderij verkocht aan een particulier.
Daarna hebben drie verschillende families op de Clarissenhoef gewoond, die het huisnummer Heike 3 kreeg. Door enkele verbouwingen verloor de boerderij haar middeleeuwse karakter. Wel was de naam De Hoef nog zichtbaar op de boerderij. In 1985 werden alle tot de boerderij behorende gebouwen gesloopt, omdat deze anders te dicht bij de nieuwe doorgaande weg de Heerbaan zou liggen. Slechts enkele oude bomen bleven gespaard, die vervolgens werden geïntegreerd in het Peter Benensonpark.

### Bouw van de wijk
In een structuurplan uit 1958 werd er al rekening gehouden met woningbouw in het noorden van Veldhoven, toen nog aangeduid met de cryptische naam wijk 9. In 1973 werd de naam Heikant geïntroduceerd. Op 24 juni 1974 werden de eerste concrete plannen voor de wijk Heikant aan de gemeenteraad gepresenteerd. In 1977 werden deze plannen voltooid, waarna ze op 20 september 1978 werden goedgekeurd door Gedeputeerde Staten. In het verlengde van de Sterrenlaan werd een ontsluitingsweg aangelegd, genaamd De Dom. Ten westen van De Dom werden de eerste woningen van Heikant-West gebouwd. Op 21 februari 1980 kon wethouder Huub van de Moosdijk de sleutels overhandigen aan de eerste bewoners. De verdere bouwplannen liepen vertraging op door de economische recessie aan het begin van de jaren 80. Pas in 1984 werd begonnen met de bouw van Heikant-Oost.
Om ruimte vrij te maken voor de bouw van de wijk Heikant werden in 1985 zeven boerderijen in de buurtschap Het Heike gesloopt, te weten Heike 1, 2, 3, 5, 6, 7 en 11. Niettemin werd er onder invloed van de tijdgeest ook bewust voor gekozen om enkele boerderijen te sparen en als woonhuizen te integreren in de wijk. Dit was al een koerswijziging ten opzichte van de aanleg van de wijk Cobbeek, waarvoor tussen 1973 en 1975 het voormalige gehucht Cobbeek volledig was gesloopt.
In Heikant-Oost werden vier boerderijen gespaard. De boerderij op Heike 4, gebouwd in 1960, werd omgenummerd tot Heike 31. De boerderijen op Heike 8 en 12 werden omgenummerd tot respectievelijk Heike 21 en 11. Hoeve 't Heike, een boerderij uit 1935 op Heike 14, werd omgenummerd naar Heike 9.
Ten slotte bleef er één boerderij in Heikant-West bespaard. Deze in 1948 gebouwde langgevelboerderij op Heike 30 werd omgenummerd naar Berg 43a.

## Religie

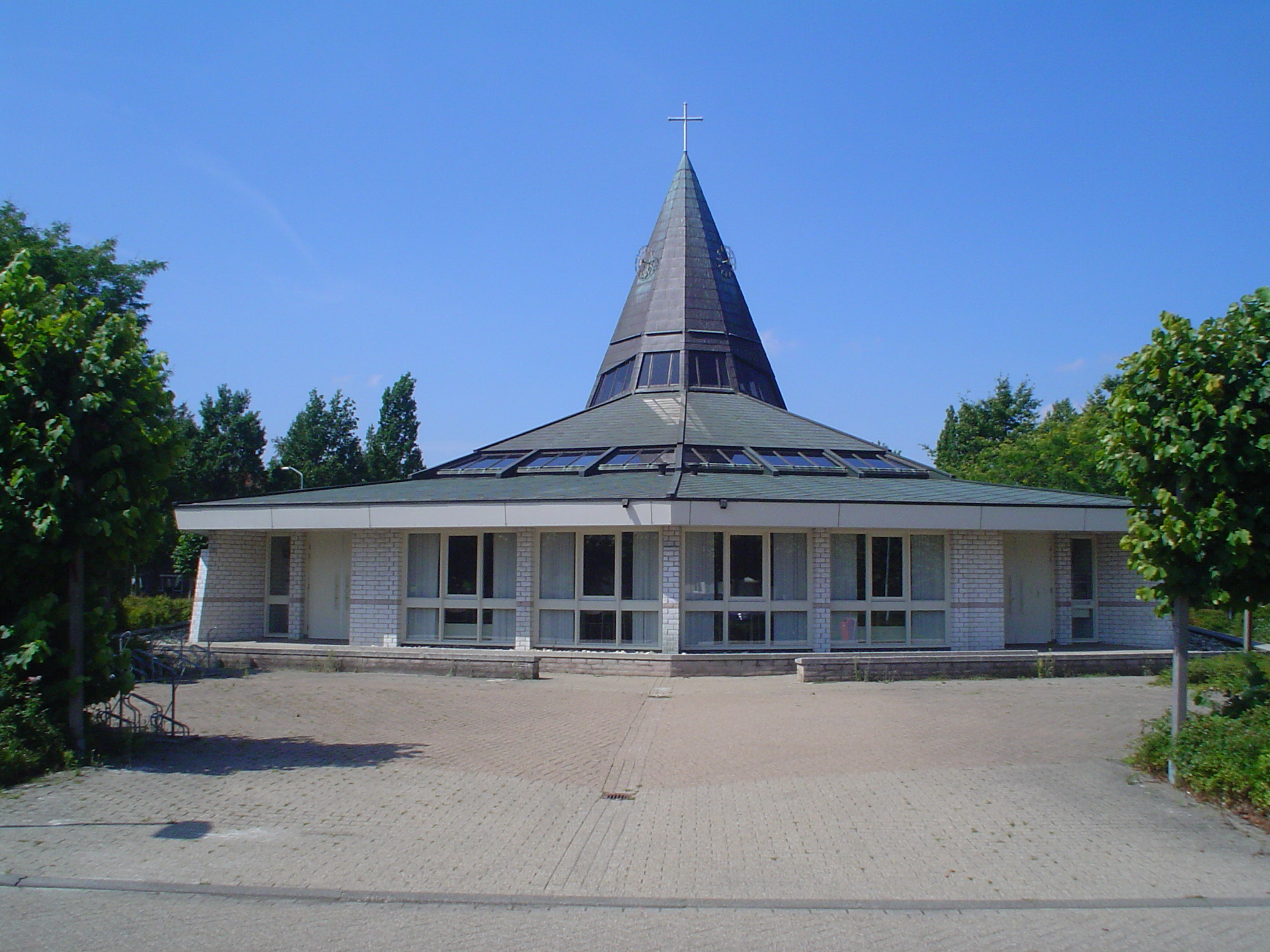
De Sint-Maartenkerk uit 1990

De rooms-katholieke kerkdiensten in Heikant werden vanaf 1982 verzorgd in een aula van basisschool De Berckacker. In 1990 werd een zelfstandige kerk gebouwd aan de Heibocht 10: de Sint-Maartenkerk. Dit kerkgebouw was ontworpen door architect Jan Merks. Het is een tentvormig gebouw met zeven zijden en een torenspits.
Van 1 februari 1988 tot 1 februari 2004 had de wijk Heikant een zelfstandige parochie, met als patroonheilige Sint-Maarten.
Hoofdplaats: Veldhoven

Buurtschappen: Berkt · Halfmijl · Heers · Hoogeind · Scherpenering · Schoot · Toterfout · Vliet · Zandoerle · Zittard

Voormalige gemeenten: Oerle · Veldhoven en Meerveldhoven · Zeelst

Noord-Brabant: Steden en dorpen      Nederland: Provincies · Gemeenten